# Mehrauli Archaeological Park

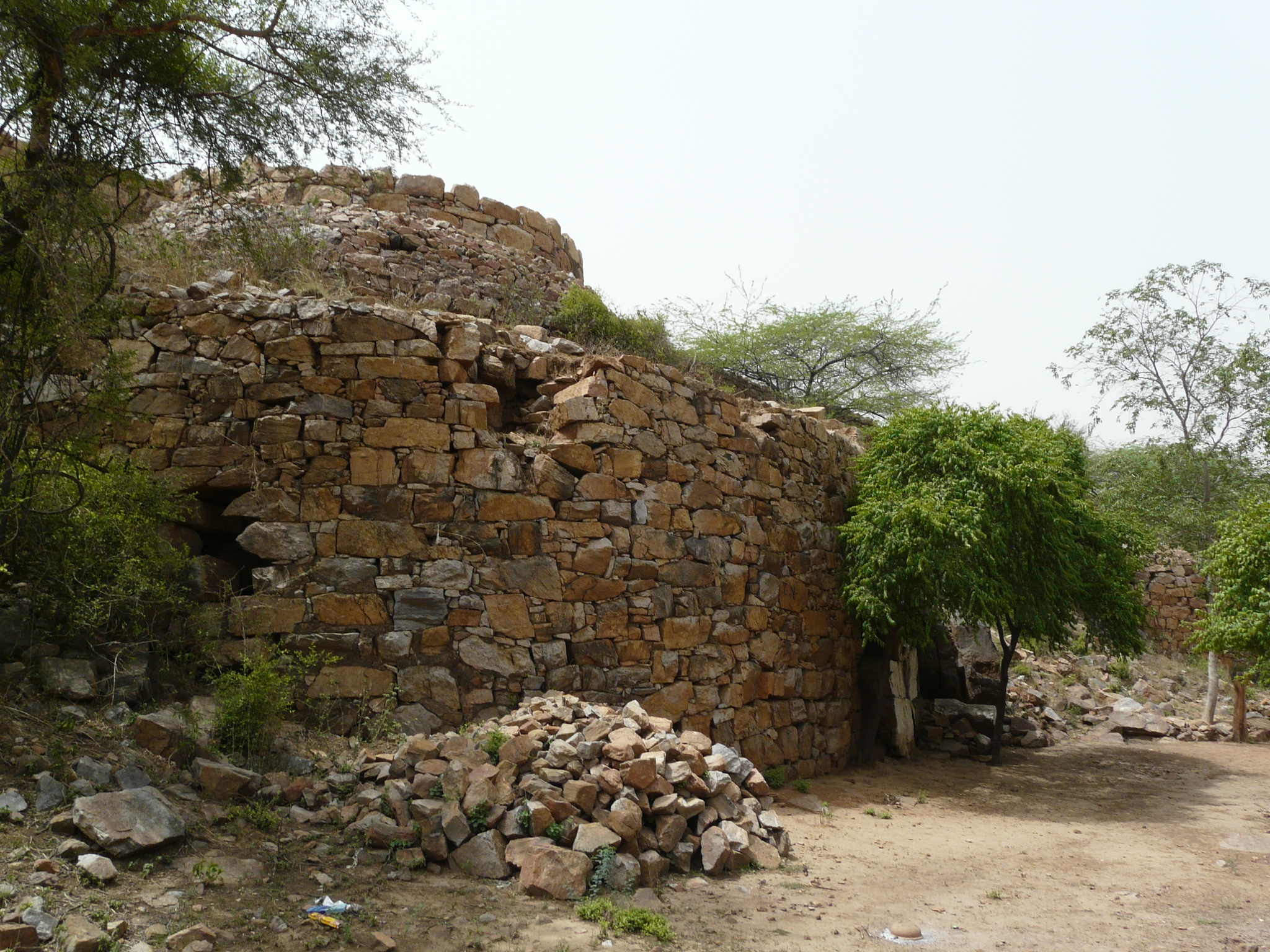
Mauern der Festung Lal Kot

Der Mehrauli Archaeological Park im Süden der indischen Metropole Delhi gehört zu den weniger bekannten Sehenswürdigkeiten der Stadt. Die zahlreichen verstreut liegenden Bauten (Moscheen, Mausoleen, Stufenbrunnen etc.) stammen zumeist aus der islamischen Zeit.

## Lage
Der Park liegt im Stadtteil Mehrauli in einer Höhe von ca. 250 m; er grenzt südlich an den vielbesuchten Qutb-Komplex an. Die nächstgelegene Metro-Station ist Qutb Minar.

## Geschichte
In mittelalterlicher Zeit hieß das gesamte Gebiet des heutigen Stadtteils Mehrauli Lal Kot nach einem Fort, welches im Jahr 1180 vom Chauhan-König Prithviraj III. erobert wurde; die Stätte wurde danach Qila Rai Pithora genannt. Im Jahr 1192 eroberte der muslimische General Qutb-ud-Din Aibak im Auftrag Muhammad von Ghurs die Stadt – er wurde zum Begründer des Sultanats von Delhi. Im Lauf der Zeit verlagerte sich das Interesse der jeweiligen Herrscher und folglich auch der Einwohner weiter nach Norden in das Gebiet des heutigen Old Delhi. Aus Lal Kot wurde zeitweise eine Totenstadt mit zahlreichen Mausoleen.

## Wichtige Bauten
- Anangtal-Baoli (um 1060)
- Gandhak Ki Baoli (13. Jh.)
- Wall-Moschee (14. Jh.)
- Jamali-Kamali-Moschee und Mausoleum (um 1530)
- Quli-Khan-Mausoleum (um 1570)
- Rajon Ki Baoli (16. Jh.)

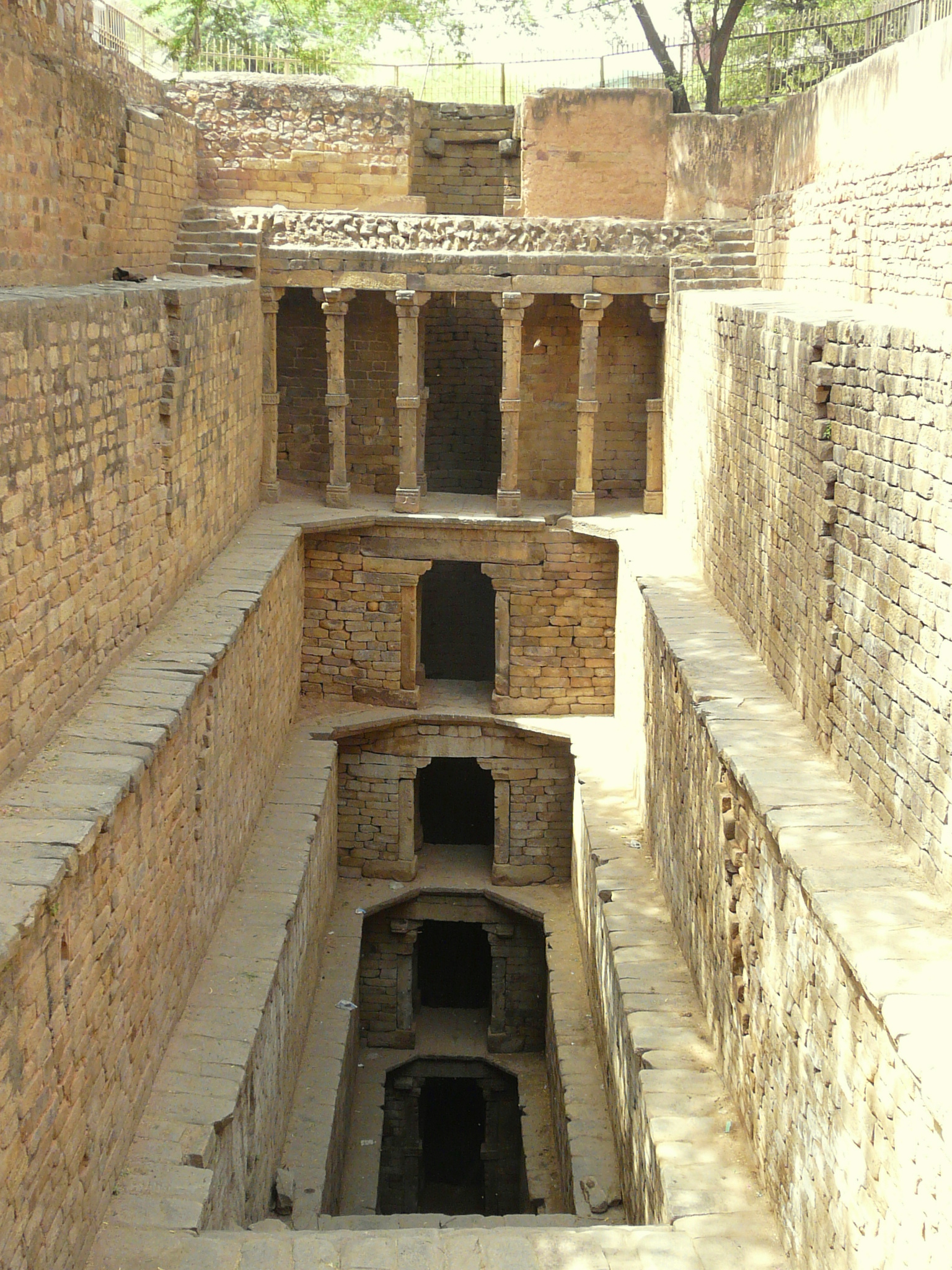
Gandhak Ki Baoli
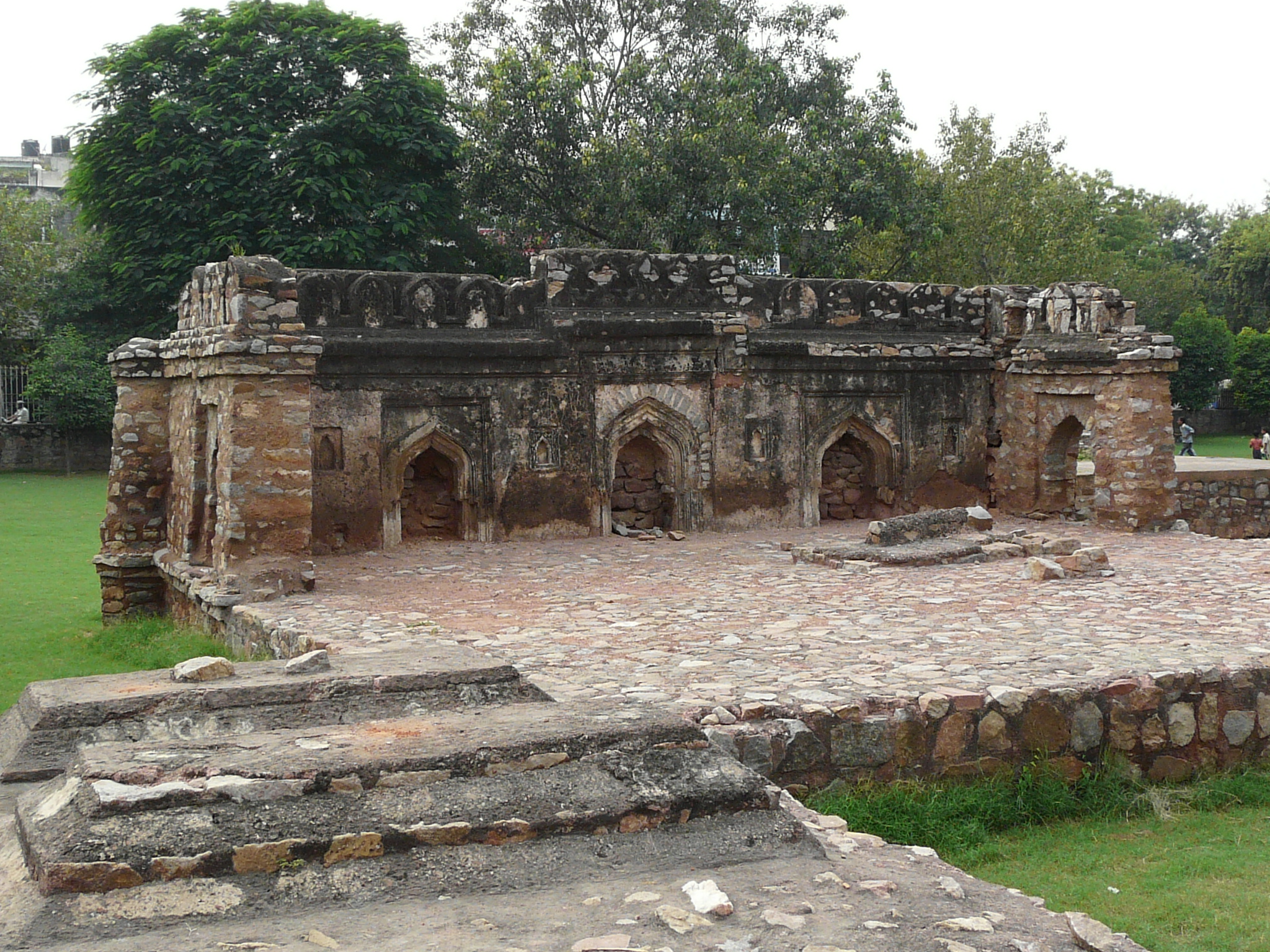
Wall-Moschee
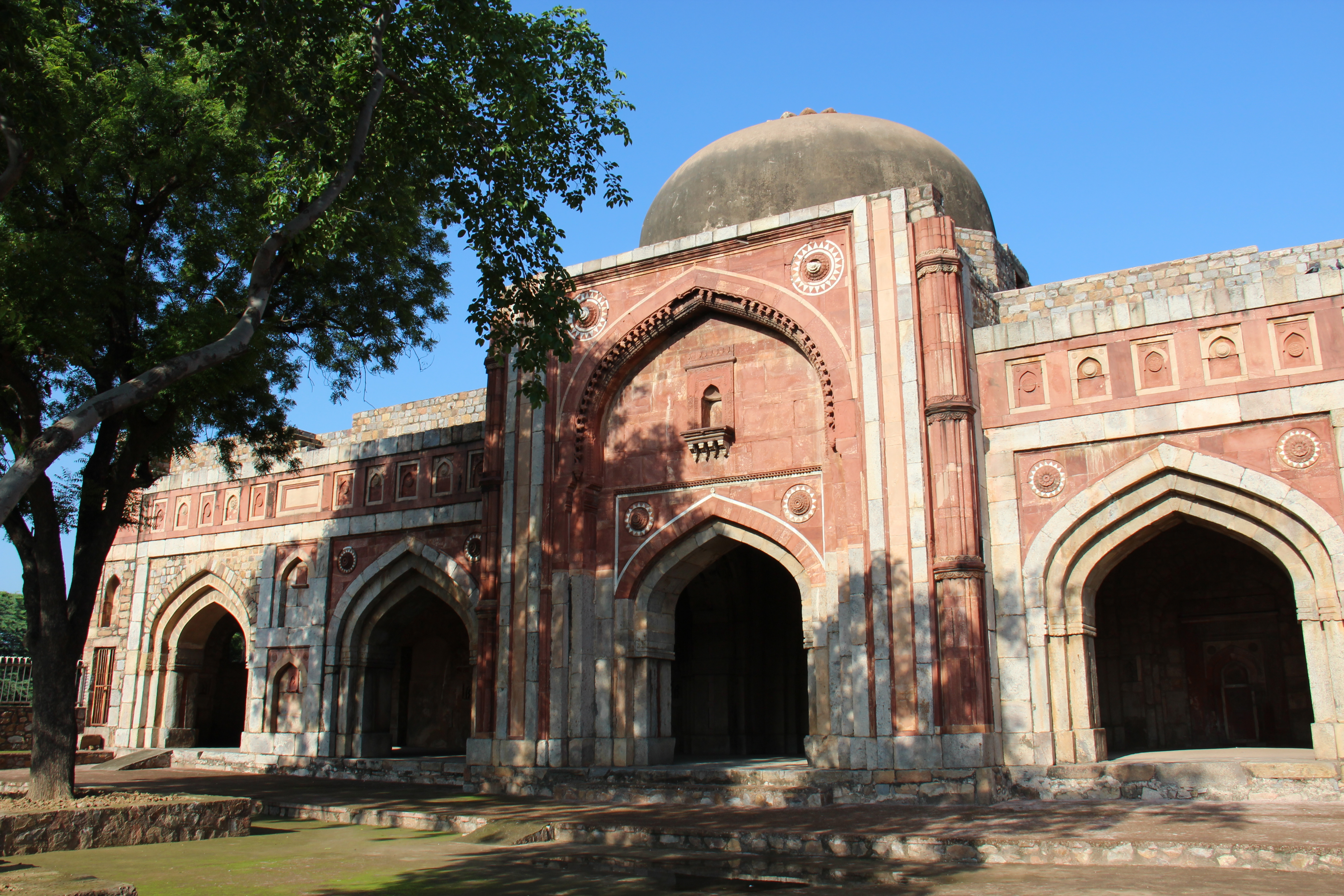
Jamali-Kamali-Moschee
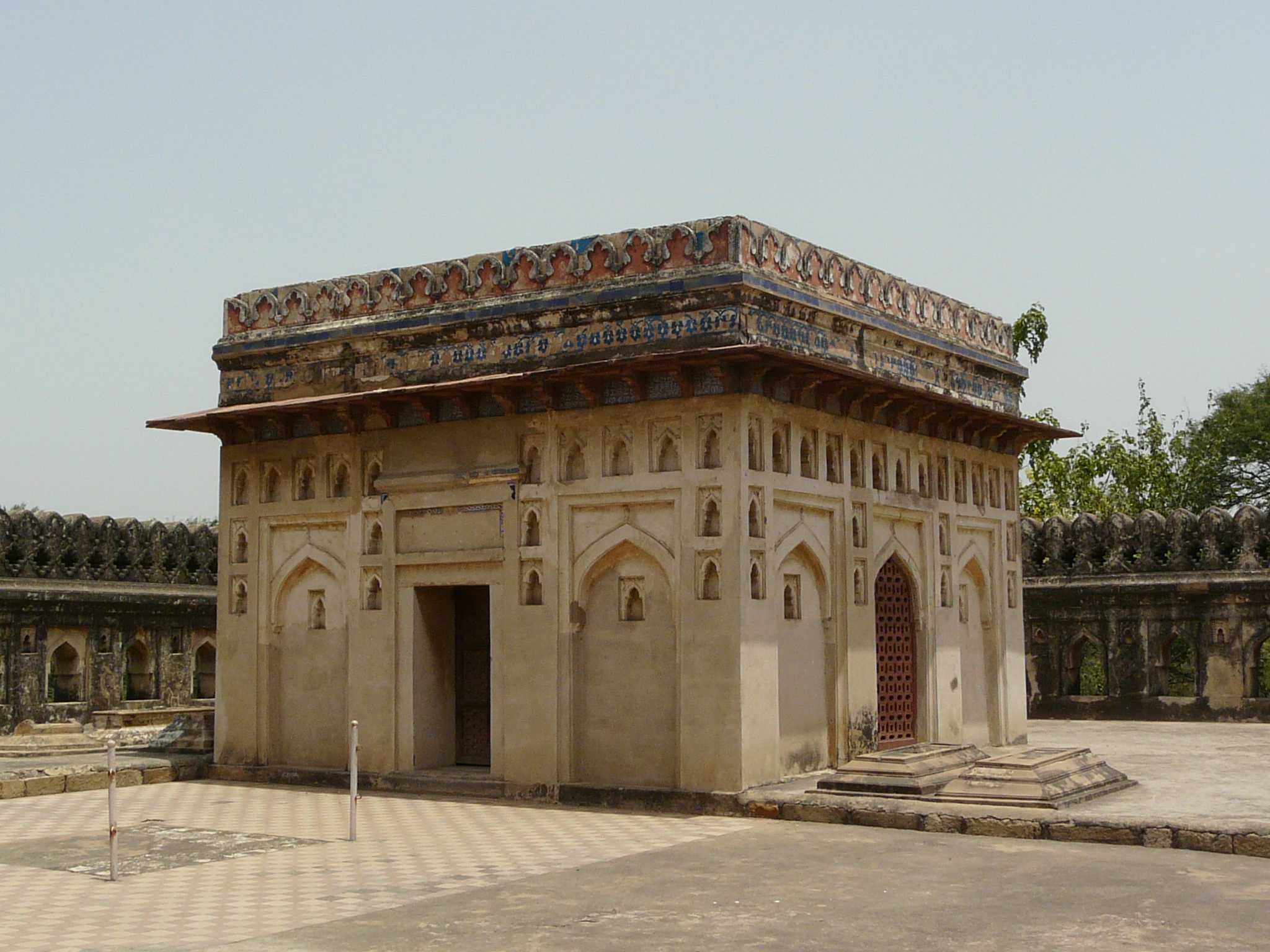
Jamali-Kamali-Mausoleum
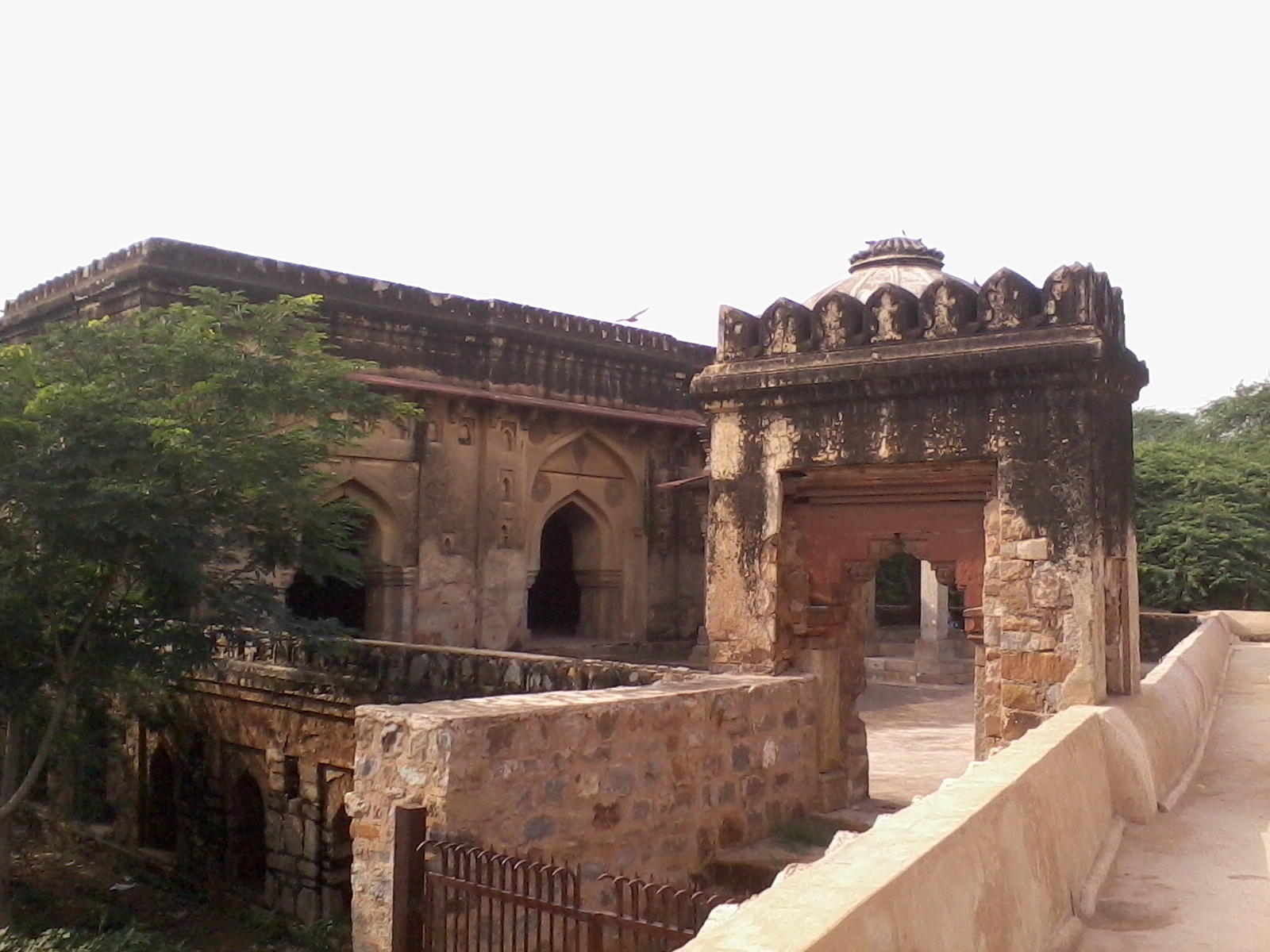
Wall-Moschee
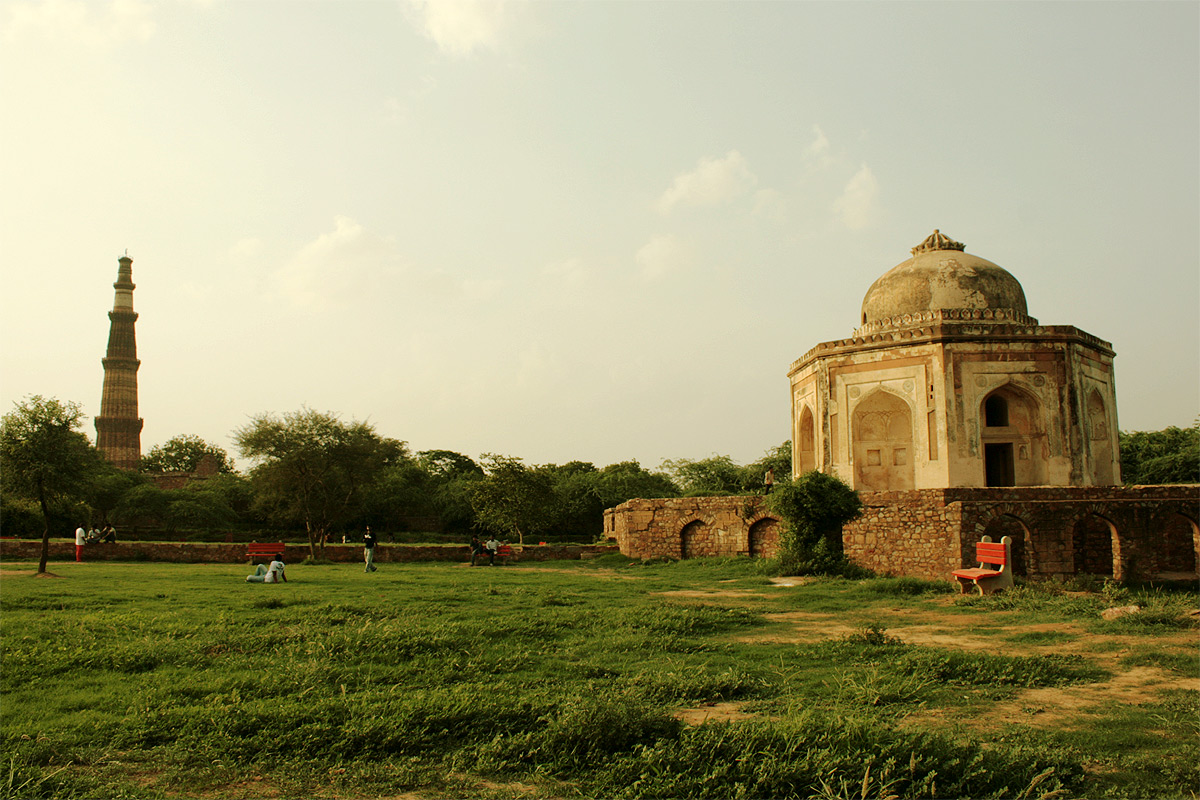
Quli-Khan-Mausoleum